# Ophion turcomanicus
Ophion turcomanicus är en stekelart som beskrevs av Szepligeti 1905. Ophion turcomanicus ingår i släktet Ophion och familjen brokparasitsteklar. Inga underarter finns listade i Catalogue of Life.